# Asilostoma enderleini
Asilostoma enderleini är en tvåvingeart som beskrevs av Friedrich Georg Hendel 1926. Asilostoma enderleini ingår i släktet Asilostoma och familjen lövflugor.
Artens utbredningsområde är Bolivia. Inga underarter finns listade i Catalogue of Life.